# Mohammaddżawad Ebrahimi
Mohammaddżawad Ebrahimi (pers. محمدجواد ابراهیمی; ur. 1 listopada 1992) – irański zapaśnik walczący w stylu wolnym. Mistrz Azji w 2018 i 2020. Drugi w Pucharze Świata w 2019. Wicemistrz igrzysk wojskowych w 2015. Akademicki mistrz świata w 2016. Mistrz świata i Azji juniorów w 2012 roku.